# Корт-Тляпа
Ко́рт-Тля́па (кабард.-черк. Гуартэ и плъапӏэ) — гора в пределах Лесистого хребта в юго-восточной части Кабардино-Балкарии. Является высшей точкой Лесистого хребта между бассейнами рек Черек и Лескен.

## География
Гора расположена в северо-восточной части Черекского района. Абсолютная высота вершины составляет 1041 метров над уровнем моря. Относительные высоты превышают 400 метров.
Склоны горы покрыты густым широколиственным лесом, а крайняя вершина обнажена и покрыта островком альпийской растительности.
У южной окраины массива начинается река Вагацуко, а с восточного склона стекают ручьи, несущие свои воды в Аргудан.